# Katie O’Brien
Katie O’Brien (ur. 2 maja 1986 w Beverley) – brytyjska tenisistka. Status profesjonalny posiada od 2004 roku; posługuje się praworęcznym forehandem i oburęcznym backhandem. Przez część swojej kariery trenowała w Hessle. Ma na swoim koncie cztery wygrane turnieje rangi ITF w grze pojedynczej i dwa zwycięstwa turniejowe w grze podwójnej.

## Wygrane turnieje ITF

### Gra pojedyncza
|    | Data       | Turniej    | Kat. | ($)    | Naw.   | Finalistka        | Wynik         |
| 1. | 30/01/2005 | Hull       | ITF  | 10 000 | twarda | Iwanna Israiłowa  | 6:4, 6:4      |
| 2. | 01/10/2006 | Nottingham | ITF  | 25 000 | twarda | Amanda Keen       | 5:7, 7:6, 6:4 |
| 3. | 08/02/2009 | Sutton     | ITF  | 25 000 | twarda | Johanna Konta     | 3:6, 6:2, 6:4 |
| 4. | 29/03/2009 | Jersey     | ITF  | 25 000 | twarda | Claire Feuerstein | 7:5, 1:0 ret  |

## Występy na Wielkim Szlemie
| Turniej         | 2002 | 2003 | 2004 | 2005 | 2006 | 2007 | 2008 | 2009 | 2010 | 2011 | 2012 | W/L |
| --------------- | ---- | ---- | ---- | ---- | ---- | ---- | ---- | ---- | ---- | ---- | ---- | --- |
| Australian Open | A    | A    | A    | A    | A    | Q2   | Q3   | 1R   | 2R   | Q1   | A    | 1-2 |
| French Open     | A    | A    | A    | A    | A    | Q1   | Q2   | 1R   | 1R   | A    | A    | 0-2 |
| Wimbledon       | A    | A    | 1R   | 1R   | 1R   | 2R   | 1R   | 1R   | 1R   | 1R   | A    | 1-8 |
| US Open         | A    | A    | A    | A    | Q1   | Q1   | Q2   | Q2   | Q3   | A    | A    | 0-0 |